# Гетто в Лунинце
Гетто в Лунинце́ (март 1942 — 4 сентября 1942) — еврейское гетто, место принудительного переселения евреев города Лунинец Брестской области и близлежащих населённых пунктов в процессе преследования и уничтожения евреев во время оккупации территории Белоруссии войсками нацистской Германии в период Второй мировой войны.

## Оккупация Лунинца и создание гетто
В 1931 году в городе Лунинце проживали 2232 (8072) еврея — 22,3 % жителей. На 1 сентября 1939 года в городе жили 4153 еврея (1743 мужчины, 1470 женщин и 940 детей) — 36,4 % населения.
Город был занят немецкими войсками 10 июля 1941 года, и оккупация продлилась 3 года — до 10 июля 1944 года.
В первые же дни оккупации начались убийства евреев. Был убит раввин Флаксман — немцы привязали его к лошади, которая галопом волокла его по дороге, пока он не умер. Такой же смертью погибли ещё несколько евреев.
Нацисты обязали евреев организовать юденрат.
Немцы очень серьёзно относились к возможности еврейского сопротивления, и поэтому в первую очередь убивали в гетто или ещё до его создания евреев-мужчин в возрасте от 15 до 50 лет — несмотря на экономическую нецелесообразность, так как это были самые трудоспособные узники. По этой причине 10 августа (в июле) 1941 года нацисты под предлогом регистрации и направления на работу собрали 1312 лунинецких мужчин-евреев в возрасте от 18 до 60 лет и расстреляли их в урочище Могула (Мочула).
Перед «акцией» (таким эвфемизмом гитлеровцы называли организованные ими массовые убийства) евреев заставили самих вырыть могилы, затем по 10 человек перед каждой ямой клали лицом вниз и убивали выстрелами в затылок. Оставшихся в живых принуждали скидывать убитых и самим ложиться на их место. Сопротивляющихся сразу убивали.
Еврейское кладбище, находящееся в районе старого аэропорта (конец сегодняшней улицы Чапаева), было полностью разрушено нацистами.
На 20 января 1942 года в городе находились 1816 (1916) евреев (114 мужчин, 1189 женщин и 613 детей).
Реализуя нацистскую программу уничтожения евреев, немцы создавали гетто почти во всех городах и населённых пунктах Беларуси, где проживало еврейское население. Так и в Лунинце в марте 1942 года оккупанты организовали гетто, занимавшее территорию улицы Окружной, согнав туда 3000 человек из Лунинца и близлежащих деревень. Главой юденрата поставили Басевича.

## Уничтожение гетто
Гетто уничтожалось на протяжении августа-сентября 1942 года. 4 сентября 1942 года в город прибыл пинский отряд СД для уничтожения гетто во главе с начальником службы СД города Пинска Рапсом. Это были каратели, уже убившие евреев Лахвы. В оцеплении гетто и места убийства стояли те же солдаты и полицаи, что и накануне в Лахве — 10-я рота 3-го батальона полиции; 9-й взвод 3-й роты 15-го полицейского батальона; взвод 69-го батальона (организации Тодта); отряд 2-й роты 306-го батальона полиции и кавалерийский эскадрон.
В этот день 4 сентября 1942 года примерно к 16.00 были убиты последние узники Лунинецкого гетто — 2932 человека, среди которых было 1429 женщин и 1397 детей.
Подготовленный заранее расстрельный ров длиной 50 метров, шириной 4 метра и глубиной 3 метра находился в урочище Боровщина между железнодорожной линией Лунинец-Пинск и заброшенной железнодорожной линией Лунинец-Барановичи на расстоянии примерно 1,5 километра от гетто.
Обреченных людей перед ямой заставляли раздеться догола и сложить отдельно мужскую и женскую одежду. С этого места они уже видели, что происходит в яме. Затем евреев группами по 10 человек отводили к яме. Маленьких детей запрещали брать на руки, и заставляли вести рядом с собой. От страха люди страшно кричали. В яме евреям — а это в большинстве были женщины с детьми — приказывали лечь и положить ребёнка рядом с собой так, чтобы его голова была открыта. Член пинского отряда СД по фамилии Петч и его подручные полицаи Бальбах и Патик по очереди загоняли и расстреливали обреченных людей из автоматов выстрелами в затылок — как и накануне при уничтожении гетто в Лахве. По словам нескольких карателей, участвовавших в этом расстреле, которых поймали и судили во Франкфурте в 1963—1965 годах, «происходящее у ямы было настолько ужасным, что это невозможно описать словами».
Перед расстрелом из колонны были отобраны 100 ремесленников и отправлены назад. Их тоже вскоре расстреляли — в середине октября 1942 года.

## Сопротивление
Один из луниненцких раввинов — Липа Тодросович Иоселевич — постоянно призывал евреев гетто к сопротивлению. Он сумел бежать, и после долгих скитаний примкнул к партизанам. В дальнейшем по его настоянию партизаны смогли освободить многих узников гетто. В первую очередь он стремился спасать других людей, и не успел вывести из гетто свою жену с дочкой — их убили нацисты. За «мужество, ум и благородство» командование отряда назначило Липу Иоселевича командиром взвода.

## Память
Опубликованы неполные списки жертв геноцида евреев в Лунинце.
В 1967 году на братской могиле жертв геноцида евреев в Лунинце в урочищах Могула и Боровщина (улица Промышленная) был установлен обелиск. Ещё два памятника установлены в Израиле — в городе Холоне и в Иерусалиме.